# 第1回全国高等学校バスケットボール選抜優勝大会
第1回全国高等学校バスケットボール選抜優勝大会（だい1かい ぜんこくこうとうがっこう―せんばつゆうしょうたいかい）は、1971年3月18日から21日まで代々木体育館別館と駒沢屋内球技場で開催された全国高等学校バスケットボール選抜優勝大会である。優勝校は、男子は明治大学付属中野高等学校、女子は秋田県立大曲高等学校。

## 日程
- 3月18日 - 男女1回戦（代々木および駒沢）
- 3月19日 - 男女2回戦（代々木および駒沢）
- 3月20日 - 男女準決勝（代々木）
- 3月21日 - 男女決勝（代々木）

## 出場校
| ブロック | 都道府県 | 男子             | 男子     | 都道府県 | 女子           | 女子     |
| ブロック | 都道府県 | 出場校           | 出場回数 | 都道府県 | 出場校         | 出場回数 |
| -------- | -------- | ---------------- | -------- | -------- | -------------- | -------- |
| 北海道   | 北海道   | 東海大学第四     | 初出場   | 北海道   | 札幌大谷       | 初出場   |
| 東北     | 秋田県   | 大曲工業         | 初出場   | 秋田県   | 大曲           | 初出場   |
| 関東1    | 神奈川県 | 相模工業大学附属 | 初出場   | 千葉県   | 昭和学院       | 初出場   |
| 関東2    | 茨城県   | 土浦日本大学     | 初出場   | 神奈川県 | 市立川崎       | 初出場   |
| 東京都1  | 東京都   | 明治大学付属中野 | 初出場   | 東京都   | 大妻           | 初出場   |
| 東京都2  | 東京都   | 京北             | 初出場   | 東京都   | 桐朋女子       | 初出場   |
| 北陸     | 石川県   | 石川県立工業     | 初出場   | 福井県   | 高志           | 初出場   |
| 信越     | 長野県   | 屋代             | 初出場   | 新潟県   | 高田北城       | 初出場   |
| 東海     | 三重県   | 四日市工業       | 初出場   | 静岡県   | 浜松市立       | 初出場   |
| 近畿1    | 滋賀県   | 膳所             | 初出場   | 大阪府   | 薫英           | 初出場   |
| 近畿2    | 兵庫県   | 市立御影工業     | 初出場   | 兵庫県   | 夙川学院       | 初出場   |
| 中国     | 島根県   | 三刀屋           | 初出場   | 鳥取県   | 米子           | 初出場   |
| 四国     | 徳島県   | 海南             | 初出場   | 香川県   | 三本松         | 初出場   |
| 九州1    | 長崎県   | 市立長崎商業     | 初出場   | 長崎県   | 鶴鳴女子       | 初出場   |
| 九州2    | 熊本県   | 熊本工業         | 初出場   | 福岡県   | 飯塚女子       | 初出場   |
| 推薦     | 秋田県   | 能代工業         | 初出場   | 愛知県   | 名古屋女子商業 | 初出場   |

## 試合結果
| 1回戦 - 京北 106 - 64 市立御影工業 - 市立長崎商業 58 - 51 四日市工業 - 相模工業大学附属 100 - 56 三刀屋 - 能代工業 93 - 71 海南 - 膳所 50 - 35 石川県立工業 - 明治大学付属中野 101 - 53 熊本工業 - 大曲工業 107 - 55 東海大学第四 - 土浦日本大学 75 - 57 屋代 2回戦 - 京北 80 - 49 市立長崎商業 - 相模工業大学附属 73 - 56 膳所 - 明治大学付属中野 88 - 69 大曲工業 - 能代工業 86 - 68 土浦日本大学 準決勝 - 京北 95 - 89 能代工業 - 明治大学付属中野 98 - 81 相模工業大学附属 決勝 - 明治大学付属中野 83 - 70 京北 | 1回戦 - 高田北城 55 - 42 桐朋女子 - 鶴鳴女子 82 - 35 米子 - 夙川学院 93 - 50 昭和学院 - 大妻 62 - 54 三本松 - 飯塚女子 77 - 58 薫英 - 大曲 61 - 54 浜松市立 - 市立川崎 56 - 43 高志 - 名古屋女子商業 101 - 14 札幌大谷 2回戦 - 大妻 48 - 42 飯塚女子 - 鶴鳴女子 68 - 57 高田北城 - 名古屋女子商業 58 - 47 夙川学院 - 大曲 57 - 53 市立川崎 準決勝 - 鶴鳴女子 41 - 33 名古屋女子商業 - 大曲 62 - 60 大妻 決勝 - 大曲 52 -44 鶴鳴女子 |